# Agents of S.H.I.E.L.D.: Slingshot
Agents of S.H.I.E.L.D.: Slingshot es una miniserie web estadounidense de seis episodios estrenados en simultáneo el 13 de diciembre de 2016, que funciona como un spin-off de la serie Marvel's Agents of S.H.I.E.L.D., y la cual recuenta una misión secreta de la agente e inhumana Elena "Yo-Yo" Rodríguez, interpretada por la actriz Natalia Cordova-Buckley, antes del comienzo de la cuarta temporada de la serie. Fue producida por ABC Studios y Marvel Television y forma parte del Universo cinematográfico de Marvel (UCM).
La serie, cuyos episodios duran entre tres y seis minutos, fue recibida con críticas positivas y obtuvo un galardón a la mejor serie en los Premios Webby 2017.

## Argumento
El dilema al que se enfrenta "Yo-Yo" es si desea realmente estar bajo el mando de S.H.I.E.L.D. Ante tantas injusticias, la agente en entrenamiento se ve envuelta en territorio desconocido, como, por ejemplo, el exceso de burocracia. Pero por, sobre todo, la lucha de poder dentro de la misma organización. Debe decidir si firma o no los Acuerdos de Sokovia, y a la vez trata de encontrar al hombre responsable por la muerte de su primo en su Colombia natal.

## Elenco
- Clark Gregg como Phillip "Phil" Coulson: Agente y exdirector de S.H.I.E.L.D. Solo aparece en el episodio 1.
- Chloe Bennet como Daisy Johnson / Quake: agente de S.H.I.E.L.D. e inhumana, cuya habilidad es acceder a las vibraciones de todo lo que la rodea y lanzarlas en forma de ondas de choque. Solo aparece en los episodios 1, 5 y 6.
- Natalia Cordova-Buckley como Elena "Yo-Yo" Rodríguez. Inhumana con la capacidad de moverse a una velocidad extrema dentro del tiempo que dura un latido del corazón, pero con el condicionante de que vuelve al punto de donde partió. Aparece en todos los 6 episodios de la serie.
- Jason O'Mara como Jeffrey Mace: El nuevo director de S.H.I.E.L.D. Posee súper fuerza. Aparece solo en el episodio 2.
- Ming-Na Wen como Melinda May: Agente de S.H.I.E.L.D. especialista en armas y combate cuerpo a cuerpo. Aparece solo en los episodios 3 y 4.
- Iain De Caestecker como Leo Fitz: Agente de S.H.I.E.L.D. experto en ingeniería. Aparece solo en el episodio 3.
- Elizabeth Henstridge como Jemma Simmons: Agente de S.H.I.E.L.D. especialista en bioquímica, mano derecha de Mace e interés amoroso de Leo Fitz. Aparece solo en el episodio 3.
- Henry Simmons como Alphonso "Mack" MacKenzie. Agente de S.H.I.E.L.D. experto en mecánica e interés amoroso de Elena Rodríguez. Aparece solo en el episodio 3.
- Yancey Arias como Víctor Ramón: Traficante de armas colombiano y asesino del primo de Elena, quién ahora es miembro de los Watchdogs. Aparece solo en los episodios 4, 5 y 6.
- Matt Berberi como uno de los secuaces de Ramón. Aparece solo en los episodios 4, 5 y 6.
- Hiroo Minami como uno de los secuaces de Ramón. Aparece solo en los episodios 4, 5 y 6.
- Alexander Wraith como Anderson: agente de S.H.I.E.L.D. Aparece solo en el episodio 1.
- Deren Tadlock como Cecilio: agente de S.H.I.E.L.D. Aparece solo en el episodio 1.
- Dale Pavinski como Alpha Dog: Miembro terrorista de la banda "Watchdogs". Aparece solo en los episodios 5 y 6.
- Stan Lee, cameo como una fotografía en unos expedientes de Coulson.

## Episodios
| N.º | Título          | Director       | Escritor                          | Fecha de lanzamiento    |
| --- | --------------- | -------------- | --------------------------------- | ----------------------- |
| 1 | Venganza        | Joe Quesada    | - James C. Oliver - Sharla Oliver | 13 de diciembre de 2016 |
| Elena Rodriguez ("Yo-Yo") se reúne con Daisy Johnson (Skye–Quake) en privado. Las dos discuten de una misión secreta que compartían en la época que Johnson fue agente de S.H.I.E.L.D., Ahora que ha regresado Johnson, Rodríguez quiere asegurarse de que sus historias son consistentes en los esfuerzos de alejar al nuevo director. En un flashback, Rodríguez se reúne con Phil Coulson ya que limpia su oficina después de renunciar como director de S.H.I.E.L.D. Rodríguez contempla la firma de los Acuerdos de Sokovia, pero tiene la esperanza de buscar a Victor Ramon, el hombre responsable de la muerte de su primo. |                 |                |                                   |                         |
| 2 | John Hancock    | Feliks Parnell | - James C. Olive - Sharla Oliver  | 13 de diciembre de 2016 |
| El Director Mace establece una reunión con Rodríguez al conocerla y para hacerle firmar los Acuerdos de Sokovia. Como lo hace, Mace informa sobre Ramón, quien le dice que gracias al acuerdo de los Acuerdos de Sokovia, Rodríguez tiene que seguir un determinado procedimiento antes de ir después de Ramón (luego del episodio de Agents of S.H.I.E.L.D. "Bouncing Back"). Insatisfecha, Rodríguez roba la tarjeta de acceso de S.H.I.E.L.D. de Mace para ayudar a conseguir más información sobre Ramón. |                 |                |                                   |                         |
| 3 | El Progreso     | Keith Potter   | George Kitson                     | 13 de diciembre de 2016 |
| En el laboratorio, Leo Fitz y Jemma Simmons examinan a Rodríguez, durante la cual se aprende en secreto que Ramón está en Baltimore, Maryland. Mientras se establece con la misión, se topa con Mack, que está en una misión con Coulson para localizar a Johnson. Como Coulson y Mack despegan en el Quinjet, Melinda May informa a Rodríguez que las credenciales de Mace se han reportado como desaparecidos. Rodríguez se da cuenta de que May es consciente de que las tomó. |                 |                |                                   |                         |
| 4 | Reunión         | Chris Cheramie | Iden Baghdadchi                   | 13 de diciembre de 2016 |
| Elena decide ir en busca del traficante de armas colombiano, Ramón, por sí misma, pero es descubierta por la agente May, quien, aunque en un principio parece que va a delatarla, finalmente le brinda su apoyo. Pero al encontrar a Ramón, es capturada por otros. La Agente May acusa a Rodríguez de robar las credenciales de Mace, con Rodríguez haciendo de entregar su tarjeta de acceso. May aconseja a Rodríguez a ser conscientes de su trabajo "descuidado" y que no iba a decir nada a Mace. En su lugar, May concede acceso a Rodríguez a otro Quinjet que se dirigió a Baltimore, lo que le permite seguir adelante con su misión. Rodríguez se encuentra con Ramón y fracasa en sus planes de salir de la ciudad. Ella le recuerda que él es el responsable de la muerte de su primo. A medida que se intensifica a su encuentro, uno de los secuaces de Ramón golpea a Rodríguez. |                 |                |                                   |                         |
| 5 | Factor decisivo | John P. Gordon | Iden Baghdadchi y Mark Leitner    | 13 de diciembre de 2016 |
| Siendo cautiva por Ramón, Rodríguez se da cuenta de que él está tratando de vender un arma Inhumana a los miembros de la organización terrorista llamados Watchdogs. Rodríguez es rescatada por Johnson, que había venido por el arma, y lleva a cabo los ataques de los Watchdogs, Rodríguez después va a ir tras Ramón, que había intentado escapar. |                 |                |                                   |                         |
| 6 | Justicia        | Mark Kolpack   | Mark Leitner                      | 13 de diciembre de 2016 |
| Rodríguez decide no matar a Ramón, quien es vaporizado de forma inadvertida por el arma Inhumana como llega S.H.I.E.L.D. De vuelta al presente, Rodríguez ha de borrar a Johnson de cualquier rastro en el sistema de S.H.I.E.L.D. que ella estaba en Baltimore. |                 |                |                                   |                         |